# FC 이스트르
FC 이스트르 웨스트 프로방스(Football Club Istres Ouest Provence, FC Istres)는 1920년에 창단된 프랑스 포쉬르메르의 축구 클럽으로, 현재 5부 리그인 샹피오나 나시오날 3에서 활동하고 있다.

## 성적
- 샹피오나 나시오날: 우승 1회 (2009)

## 선수 명단

### 현역
참고: FIFA 자격 규정에 따라 소속된 국가대표팀 국기를 표시합니다. 선수는 복수의 FIFA 비회원국 국적을 가지고 있을 수 있습니다.
| 번호 | 포지션 | 국적 | 이름 |
| ---- | ------ | ---- | ---- |

| 번호 | 포지션 | 국적 | 이름 |
| ---- | ------ | ---- | ---- |

## 역대 감독
| 감독                  | 임기        |
| --------------------- | ----------- |
| 장 카스타네다         | 1997 ~ 1999 |
| 메흐메드 바즈다레비치 | 2003 ~ 2005 |
| 장루이 가세트         | 2005 ~ 2006 |
| 리오넬 샤르보니에     | 2014 ~ 2015 |